# 程家桥街道图书馆
程家桥街道图书馆是中華人民共和國上海市長寧區一家圖書館，成立于1993年，其中总馆位于长宁区哈密路1955号程家桥社区文化中心内，面积约404平方米，分馆位于程家桥路80弄52号。馆内有电子阅览室和不少藏书，此外還提供碟片借阅和上网服務。為照顧非中國籍人士，2000年起圖書館建立中英文特色专架。